# Гусев, Иван Степанович (бригадир)
Иван Степанович Гусев (1905, Прозорово, Тверская губерния — 13 июня 1994, Прозорово, Тверская область) — бригадир колхоза «Парижская Коммуна» Бежецкого района Калининской области, Герой Социалистического Труда (1948).

## Биография
Родился в 1905 году в деревне Прозорово в семье крестьянин. Умер 13 июня 1994 года.
С образованием коммуны, а затем колхоза «Парижская Коммуна», активно участвовал в их деятельности.
Во время Великой Отечественной войны возглавил колхоз, пока Гусев Матвей Степанович — председатель колхоза и старший брат Ивана Степановича воевал на фронте.
После войны возглавил льноводческую бригаду, которая по итогам работы в 1947 году добилась урожайности льна-долгунца 10,44 центнера с гектара и семян 5,1 центнера с гектара, что в несколько раз выше средней урожайности этой культуры в СССР.
Указом Президиума Верховного Совета СССР от 10 апреля 1948 года за получение высоких урожаев ржи, волокна и семян льна-долгунца в 1947 году бригадиру Гусеву Ивану Степановичу было присвоено звание Героя Социалистического Труда с вручением ордена Ленина и золотой медали «Серп и Молот».
В последующие годы бригада Ивана Степановича продолжала получать высокие урожаи льна. За достигнутые успехи в 1949 и 1950 годах он был награждён двумя орденами Трудового Красного Знамени.
До конца жизни проживал в родной деревне Прозорово.